# Psychomorpha
Psychomorpha es un  género monotípico de lepidópteros perteneciente a la familia Noctuidae. Su única especie: Psychomorpha epimenis Drury, 1782,  es originaria de Norteamérica.

## Descripción
Las alas y el cuerpo son de color negro con un gran parche blanco en el ala delantera  y un parche  rojo en el ala posterior. Tiene una envergadura de 2,2 a 2,7 cm.
P. e. euryrhoda tiene un parche rojo en el ala posterior que se extiende a casi todo la base del ala.

## Subespecies
- Psychomorpha epimenis epimenis
- Psychomorpha epimenis euryrhoda (Florida)

## Hábitat
Esta polilla se puede encontrar en bosques, márgenes de bosques madereros, y setos.

## Vuelo
La Grapevine Epimenis es una polilla de primavera que puede verse en vuelo desde marzo hasta principio de mayo.

## Ciclo de vida
La larva es de color negro con rayas transversales blancas. La cabeza, parte del tórax, el área cerca del final del abdomen y patas abdominales son un color rojizo-anaranjado. La larva tiene un refugio de hojas en el follaje nuevo, tomando los bordes de las hojas y tirando de ellas hacia arriba y luego atándolas juntas con seda. La crisálida hiberna en la madera o turba densa. Tiene una cría por año.

## Plantas anfitrionas
- Vitis aestivalis
- Vitis labrusca
- Vitis riparia
- Vitis vulpina[2]